# Hilda (Carolina del Sud)
Hilda és una població dels Estats Units a l'estat de Carolina del Sud. Segons el cens del 2000 tenia 436 habitants.

## Demografia
Segons el cens del 2000, Hilda tenia 436 habitants, 179 habitatges i 115 famílies. La densitat de població era de 54,8 habitants/km².
Dels 179 habitatges en un 37,4% hi vivien nens de menys de 18 anys, en un 49,2% hi vivien parelles casades, en un 10,1% dones solteres, i en un 35,2% no eren unitats familiars. En el 31,3% dels habitatges hi vivien persones soles el 14,5% de les quals corresponia a persones de 65 anys o més que vivien soles. El nombre mitjà de persones vivint en cada habitatge era de 2,44 i el nombre mitjà de persones que vivien en cada família era de 3,09.
Per edats la població es repartia de la següent manera: un 28,7% tenia menys de 18 anys, un 10,8% entre 18 i 24, un 25% entre 25 i 44, un 20,9% de 45 a 60 i un 14,7% 65 anys o més.
L'edat mediana era de 33 anys. Per cada 100 dones de 18 o més anys hi havia 92 homes.
La renda mediana per habitatge era de 21.771 $ i la renda mediana per família de 30.833 $. Els homes tenien una renda mediana de 28.125 $ mentre que les dones 20.000 $. La renda per capita de la població era d'11.368 $. Entorn del 21,1% de les famílies i el 23,8% de la població estaven per davall del llindar de pobresa.

## Poblacions més properes
El següent diagrama mostra les poblacions més properes.